# Standoff 365
Standoff 365 — платформа для специалистов по информационной безопасности, которая включает в себя полигон для киберучений («Standoff 365 Киберполигон») и программы Bug Bounty (Standoff Bug Bounty).
На киберполигоне воссоздаются операционные и бизнес-процессы реальных промышленных, энергетических, транспортных, финансовых и других предприятий, а также отраслей экономики. Проходят киберучения, в ходе которых белые хакеры легально атакуют IT-системы виртуальных компаний, а команды специалистов по информационной безопасности расследуют инциденты, отслеживают перемещения атакующих внутри инфраструктуры с помощью средств защиты.
В рамках программ bug bounty исследователи безопасности занимаются поиском уязвимостей в IT-системах компаний за вознаграждение. Компании, благодаря действиям белых хакеров, имеют возможность протестировать свою IT-инфраструктуру на устойчивость к кибератакам. Исследователям платят как за обнаруженные уязвимости, так и за реализацию недопустимых событий.
С ноября 2021 года на платформе зарегистрировались более 3400 исследователей безопасности из разных стран.
Свыше 30 команд защитников приняли участие в киберучениях на базе платформы с 2016 года.

## Standoff
Standoff — открытые киберучения для специалистов по информационной безопасности. Проходят как в рамках конференций по кибербезопасности, так и в виде отдельного мероприятия. Участники киберучений встречаются вживую на заранее оговоренной организаторами площадке либо подключаются онлайн.
На киберучениях команды SOC (security operation center, центр мониторинга информационной безопасности) отрабатывают навыки мониторинга, расследования инцидентов и отражения кибератак.

### История
Кибербитва Standoff появилась в 2016 году. С 2011 по 2015 год это были соревнования студенческих команд PHDays CTF в рамках форума Positive Hack Days. Участники выполняли задания, которые составлялись с использованием знаний о реальных уязвимостях и векторах взлома, собранных на основе практических работ по оценке защищенности.
В октябре 2019 года кибербитва Standoff впервые прошла в другой стране: полигон был развернут в Абу-Даби (ОАЭ), а в киберучениях приняли участие более 60 специалистов по ИБ из разных стран.
Первые глобальные учения на киберполигоне с онлайн-конференцией прошли 12-17 ноября 2020 года в Москве. С тех пор кибербитва проходит два раза в год в очном формате в Москве: осенью как отдельные соревнования и весной в рамках международного форума по кибербезопасности Positive Hack Days. Последняя кибербитва Standoff состоялась 16—19 мая 2022 года в Центре международной торговли, где 18-19 мая прошел 11-й международный форум по кибербезопасности Positive Hack Days. За битвой наблюдали 130 тысяч зрителей онлайн.

### Порядок и ход кибербитвы
Кибербитва Standoff проводится на полигоне в формате международных киберсоревнований. В ней участвуют два типа команд: атакующие (red team) и защитники (blue team).
Атакующие, или белые хакеры, легально взламывают IT-системы виртуальных компаний. Их цель — реализовывать недопустимые события, например парализовать работу АСУ ТП или получить доступ к конфиденциальной информации. Защитники (команды специалистов по информационной безопасности) расследуют инциденты, отслеживают перемещения атакующих внутри инфраструктуры, а также противодействуют атакам красных команд, изучая техники и тактики злоумышленников и нарабатывая опыт предотвращения недопустимых событий.
Кибербитва транслируется в прямом эфире на сайте платформы.
На макете, который представляет собой модель виртуального государства, воссозданы технологические процессы таких отраслей, как электроэнергетика, нефтяная промышленность, черная металлургия, а также банковского сектора, объектов транспорта, логистики, производства, ЖКХ. Сценарии катастроф смоделированы по мотивам реальных инцидентов. Зрители и участники могут наблюдать на макете последствия атак: например, разлив нефти, крушение поезда или взрыв на газораспределительной станции.

## «Standoff 365 Киберполигон»
Часть платформы Standoff 365 для проведения киберучений онлайн. Состоит из одного и более сегментов полигона. В киберучениях участвуют атакующие и защитники.
На подготовленной организаторами инфраструктуре белые хакеры пытаются взломать элементы информационных систем компаний, зарабатывая баллы. В свою очередь, специалисты по информационной безопасности, используя средства защиты информации, расследуют кибератаки.
Запуск на платформе Standoff 365 состоялся 18 июля 2022 года.

## Standoff 365 Bug Bounty
Часть платформы Standoff 365 для проведения программ bug bounty, в которых участвуют компании и этичные хакеры. На Standoff 365 Bug Bounty организации размещают программы bug bounty и проверяют отчеты от внешних исследователей безопасности.
Впервые была представлена 18 мая 2022 года на форуме Positive Hack Days.

## Награды
Киберучения Standoff, прошедшие в ноябре 2020 года, вошли в Книгу рекордов России как самое массовое киберсоревнование с участием 250 человек.